# Enceinte de Vesoul

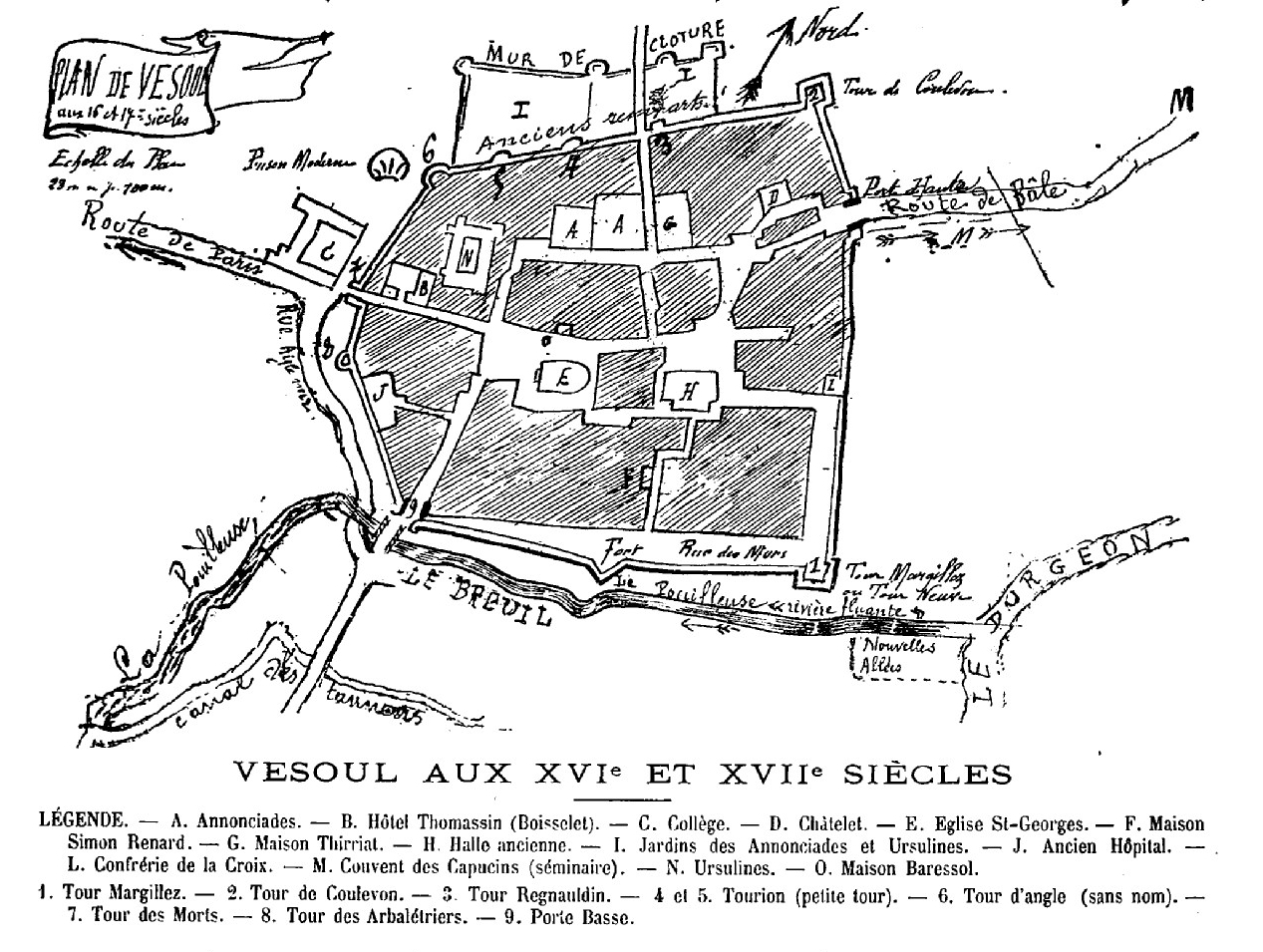
L'enceinte de Vesoul aux.

L'enceinte de Vesoul est une ancienne muraille fortifiée de 10 hectares qui entourait la cité de Vesoul, ville de l'Est de la France, entre le XIIIe siècle et le XVIIe siècle. L'enceinte, d'une longueur totale de 1,3 kilomètre, avait alors la forme d'un hexagone irrégulier ou d'un trapèze. Cette enceinte représente les délimitations primitives de la cité.

## Description
L'enceinte était comprise entre :
- Au nord : les jardins Bouvier
- A l'ouest : l'actuelle rue de l'Aigle Noir
- A l'est : la rue Saint-Georges
- Au sud : la Périlleuse ou Pouilleuse, un bras du Durgeon qui formait une barrière naturelle protégeant la cité et qui n'existe plus aujourd'hui. Le rempart sud se trouvait entre les actuelles rue Georges-Genoux et rue du Breuil.

L'enceinte comprenait un ensemble de fortifications qui était relié par des murs d'enceinte et des courtines,.
Environ une quinzaine de fortifications ont été recensés équipant cette enceinte. Les deux portes les plus importantes étaient la porte-Basse et la porte-Haute.
Peu de vestiges demeurent encore visibles aujourd'hui. Il existe dans certains endroits quelques sections de base du mur d'enceinte ainsi qu'une partie de la tour de Coulevon.